# Синдейское
Синде́йское — озеро в Серовском городском округе Свердловской области, в 20 км южнее посёлка Понил, в северной части болота Аничкино. Площадь 0,7 км², уровень уреза воды 69,9 м. Озеро проточное, протекает река Синдейка, правый приток реки Тальма. Берега покрыты лесом, западный берег более высокий, на севере, востоке и юге берега заболочены.